# Conseil à la France désolée
Le Conseil à la France désolée, en forme longue le Conseil à la France désolée, auquel est monstré la cause de la guerre présente et le remède qui y pourroit estre mis, et principalement est avisé si on doit forcer les consciences est un pamphlet publié anonymement par Sébastien Castellion en 1562.
Le texte, publié au début de la première guerre de Religion, s'oppose à l'intolérance religieuse et propose une voie commune de paix pour les protestants et catholiques qui se fonderait sur la tolérance religieuse. Si l’œuvre, comme le Traité des Hérétiques, ne parvient pas à empêcher les guerres de Religion, elle demeure un des premiers textes à défendre la liberté de religion dans l'époque moderne.

## Histoire

### Contexte
Castellion est un théologien humaniste protestant ; il évolue à Strasbourg puis se rend à Genève pour assister Jean Calvin. Rapidement déçu par la jeune théocratie, il devient critique du prêcheur de manière croissante,. Cette opposition atteint son paroxysme avec l'exécution de Michel Servet, un théologien protestant perçu comme hétérodoxe, brûlé vif à Genève,,.
Castellion, qui est réfugié à Bâle, entreprend d'écrire contre Calvin. En 1553, il publie le Traité des Hérétiques, où il s'oppose à la théologie qui sous-tend les persécutions contre les hérétiques,,.

### Rédaction
Le pamphlet est rédigé par Castellion en 1562, peu de temps avant sa mort, et publié à Bâle de manière anonyme. Il est long d'environ 20 000 mots. Le texte est à l'époque très mal reçu dans les communautés protestantes et chez les catholiques, les protestants l'accusant de trahison et les catholiques d'hérésie. Contrairement aux critiques protestantes, notamment les attaques de Théodore de Bèze, Castellion semble ne pas ignorer la situation des protestants en France, étant en contact direct avec des réfugiés protestants.

## Analyse

### Thèses défendues
L'aspect central de l'ouvrage vise à cibler les protestants et catholiques, attaquer les violences entre les deux partis et appeler à un retour à la « raison »,,. Castellion y développe l'idée de la coexistence pacifique des religions. Contrairement au Traité des Hérétiques, qui cible principalement Jean Calvin, ici, l'auteur fait un recentrage et attaque aussi le fanatisme dont font preuve certains catholiques. Pour lui, l'origine des Guerres de Religion est à chercher dans l'intolérance religieuse. Castellion utilise la figure biblique d'Ananie pour cibler ses opposants, qu'il associe à cette figure, perçue comme hypocrite et fausse. En utilisant un récit biblique, celui de Suzanne, le théologien fait le lien entre le viol et le fait de forcer quelqu'un à changer de religion.

### Postérité
Le pamphlet est considéré comme l'un des premiers textes défendant la liberté de religion de l'époque moderne,. Le texte acquiert une importance particulière et est réutilisé au sein du protestantisme par les Remontrants dans le cadre de leurs controverses.
En 1936, Stefan Zweig publie Conscience contre violence, une biographie de Castellion où il lui rend hommage.